# فيليبي ألفيس (لاعب كرة قدم)
فيليبي ألفيس (6 مايو 1990 في البرازيل - ) هو لاعب كرة قدم برازيلي في مركز الهجوم. لعب مع نادي بوا إيسبورت.

## وصلات خارجية
- فيليبي ألفيس (لاعب كرة قدم) على موقع رابطة كرة القدم اليابانية للمحترفين (اليابانية)
- فيليبي ألفيس (لاعب كرة قدم) على موقع قاعدة بيانات كرة القدم.إي يو (الإنجليزية)
- فيليبي ألفيس (لاعب كرة قدم) على موقع Soccerway.com (الإنجليزية)
- فيليبي ألفيس (لاعب كرة قدم) على موقع عالم كرة القدم.نت (الإنجليزية)